# 妙法寺 (岡山市)
妙法寺（みょうほうじ）は、岡山県岡山市南区浜野にある日蓮宗の寺院。山号は感善山。旧本山は大本山小湊誕生寺。
南区内には浄泉寺、妙泉寺、盛隆寺、一心寺、呑海寺、正福寺、正住寺、広昌寺、本成寺等がある。

## 歴史
寛永年間（1624年 - 1645年）浜野の旧備前藩船入跡に上道郡平井村妙樂寺を分寺し創建された安宅山教善寺が起源。寛文6年（1666年、一説に寛文11年（1671年））に感善山妙法寺と改称した。明治6年（1873年）6月22日に妙見堂を残し堂宇を焼失した。現在の本堂は明治45年（1912年）に再建されたもの。

## 境内
- 本堂
- 帝釈堂　明治時代に再建
- 妙見堂　江戸時代の建築
- 山門　明治時代に再建
- 人見絹枝の墓[1]

## 歴代
- 日晴（中興）

## アクセス
岡電バス・両備バス 浜野入口バス停下車徒歩10分

## 関連資料
- 岡山市史[要ページ番号]